# Лютеранское кладбище Варшавы
Евангелистско-аугсбургское кладбище (пол. Cmentarz ewangelicko-augsburski) — лютеранское кладбище в столице Польши — г. Варшава. Расположено в западной части города в районе Воля на ул. Млынарская.
Место упокоения многих известных деятелей культуры и науки Польши.

## История
Исторически здесь хоронили протестантов, последователей аугсбургское исповедания.
Кладбище было освящено 2 мая 1792 года. Построено по проекту известного архитектора саксонской эпохи Шимона Богумила Цуга. С момента открытия на кладбище похоронены более 100 000 человек. Массовые загоронения производились в 1794 году во время восстания Костюшко и во время Второй мировой войны, причём на территории кладбища в 1944 году происходили ожесточённые бои варшавян с немецкими оккупантами, в результате чего часть кладбища серьёзно пострадала.
Сейчас многие надгробия разрушены или находятся в плохом состоянии. Создан общественный комитет по восстановлению кладбища, собирающий средства на возвращение былой славы и красы лютеранскому кладбищу Варшавы.